# Брадфорд он Ейвън
Брадфорд он Ейвън (на английски: Bradford-on-Avon) е град в графство Уилтшър, югозападна Англия. Населението му е около 10 406 души (2021).
Разположен е на 34 метра надморска височина в хълмистата равнина Котсуолдс, на бреговете на река Ейвън и на 8 километра югоизточно от Бат. Селището съществува от Античността, а днес е предимно жилищно предградие в агломерацията на Бристъл.

## Известни личности
Родени в Брадфорд он Ейвън
- Хенри Шрапнел (1761 – 1842), генерал